# Klaus Mlynek
Pour les articles homonymes, voir Mlynek.
Klaus Mlynek (né le 16 janvier 1936 à Poznań) est un archiviste universitaire et historien allemand. Le directeur de longue date des archives de la ville d'Hanovre (de) est, entre autres, l'éditeur et l'auteur du Stadtlexikon Hannover.

## Biographie
Après des études d'histoire, d'histoire ecclésiastique et d'histoire juridique à l'Université d'Iéna et d'archivistique à l'Institut d'archivistique de Potsdam (de), il réussit son examen d'État en 1957. En 1958, il obtient son diplôme d'archiviste scientifique. Le doctorat suit en 1961.
Après avoir travaillé aux Archives centrales allemandes (de) de Potsdam et aux archives de l'Académie allemande des sciences de Berlin, il est directeur des Archives de la ville de Hanovre de 1977 à 1997.
Ses recherches portent sur des aspects de l'histoire de la ville de Hanovre.

## Travaux (sélection)
En particulier, avec le directeur de longue date du Musée historique de la Haute Côte (de), Waldemar R. Röhrbein, il est rédacteur en chef et auteur de :
- 1994 zur Geschichte der Stadt Hannover im Verlag Schlütersche Verlagsgesellschaft (de);
  - Bd. 1: Von den Anfängen bis zum Beginn des 19. Jahrhunderts, mit Beiträgen von Helmut Plath (de), Siegfried Müller (de) und Carl-Hans Hauptmeyer (de),  (ISBN 3-87706-351-9)
  - Bd. 2: Vom Beginn des 19. Jahrhunderts bis in die Gegenwart, mit Beiträgen von Dieter Brosius (de), Klaus Mlynek und Waldemar R. Röhrbein,  (ISBN 3-87706-364-0)

et, après sa retraite,
- 2001 Hannover Chronik (de)
- 2002 Hannoversches Biographisches Lexikon
- 2009 Stadtlexikon Hannover